# 豊永盛人
豊永 盛人（とよなが もりと、1976年 - ）は、日本の琉球張り子作家、イラストレーター。沖縄県中頭郡嘉手納町出身。「玩具ロードワークス」主宰。

## 人物
1976年、嘉手納町で生まれる。幼少期から琉球玩具に親しみ、特に琉球玩具の第一人者だった古倉保文の作品を好んでいたという。
中学時代は油絵を学び、画家を目指して芸術科のある高校に進学したが、沖縄県立芸術大学に進学後は彫刻を専攻した。
1998年、大学を休学し渡米。ボストン美術館の附属スクールに留学した際に美術館で見たアフリカの彫刻を見て、郷土芸術の魅力を知る。
帰国後はアルバイトをしながら彫刻の創作に取り組んでいたが、民芸品店を営む高校時代の同級生からの誘いで琉球張り子の制作を始めた。
琉球張り子の制作は地元で資料収集や取材を行い、昭和初期の作品が展示されている本土の美術館などを訪れたり、福島県郡山市の三春張子人形や宮城県仙台市のだるま工房で本土の張り子の製法を学ぶなど、独学で学んだものである。
2002年8月、那覇市首里に「玩具ロードワークス」を開店（2011年2月同市牧志に移転）。
張り子以外にもかるたなど様々な作品にも取り組んでおり、2008年から製作しているかるたはフジテレビ『IPPONグランプリ』のお題として度々採用されている。

## 作品

### かるた
- あいうえおカルタ
- 沖縄おもしろカルタ
- 世界メルヘンカルタ
- 福島おもしろカルタ

### 企業コラボレーション
- 日清食品 「どん兵衛かるた」（2018年12月）[4]
- 銀座三越「NEO ENGIMONO」（2019年12月）[5]

### 絵本
- 「おもしろ あいうえおかるたの え本」（学研プラス、2020年10月22日発売）ISBN 9784052052743[6]

### テレビCM
- 日清食品
  - カップヌードル旨辛豚骨「まちがいないうた篇」（2020年9月）[7]
  - カップヌードルにんにく豚骨「にんにくダンス篇」（2022年2月）